# Лёгкие крейсера типа «Фиджи»
Лёгкие крейсера типа «Фиджи» — тип лёгких крейсеров Королевского военно-морского флота Великобритании времён Второй мировой войны. Всего для британского флота построено 8 единиц: «Фиджи» (Fiji), «Кения» (Kenya), «Найджериа» (Nigeria), «Мауритиус» (Mauritius), «Тринидад» (Trinidad), «Гамбия» (Gambia), «Джамайка» (Jamaica), «Бермуда» (Bermuda).
Относились к крейсерам типа Colony первой серии. Стали британским вариантом крейсера, соответствующего условиям Лондонского морского договора 1936 года.

## История создания
Британский флот испытывал потребность в большем количестве крейсеров общего назначения, которые могли выступать в роли защитника торговли и, если необходимо, в качестве составной части флота.
Лондонский международный договор 1936 года разрешил подписавшим его странам строить любое число легких крейсеров, но ограничил стандартное водоизмещение каждой единицы величиной в 8000 дл.т.
После заключения Лондонского военно-морского договора 1936 года Великобритания прекратила строить тяжёлые крейсера. Возникла необходимость в проекте крейсера, соответствующего ограничению в 8000 тонн стандартного водоизмещения. В качестве основы нового проекта послужили лёгкие крейсера типа «Саутгемптон». Конструкторская задача сводилась к созданию лёгкого крейсера сопоставимого с ними по вооружению, но облегченного на 1000 тонн.
После ряда предварительных проектов, в октябре 1936 года были рассмотрены две возможности: вариант с 14 133-мм орудиями и вариант с аналогичным типу «Саутгемптон» вооружением (12 152-мм и 8 102-мм орудий), но с меньшей скоростью хода. На выбор в пользу более тяжёлого вооружения повлиял тот факт, что Япония не присоединилась к договору 1936 года и было неизвестно, какие крейсера она строит.
Окончательный вариант проекта был принят 4 ноября 1937 года с расчётным стандартным водоизмещением 8170 тонн. Пять кораблей нового типа были включены в программу строительства 1937/8 года, ещё четыре — в программу 1938/9 года. Однако, в ходе постройки запланированное водоизмещение было значительно превышено: «Фиджи», головной корабль серии, был спущен на воду 31 мая 1939 года со стандартным водоизмещением 8631 тонн.

## Конструкция
Проект «Фиджи» стал результатом глубокой переработки проекта крейсера типа «Саутгемптон» под ограничение стандартного водоизмещения в 8000 длинных тонн. За счёт применения более плотной компоновки удалось уменьшить длину на 10 м. Ради сохранения вооружения прототипа пришлось пожертвовать мощностью энергетической установки и несколько ослабить бронирование, но использование транцевой кормы дало возможность избежать значительного падения скорости, а меньшая длина корпуса позволила прикрыть броневым поясом погреба главного калибра. Толщина броневой палубы, по сравнению с «Саутгемптон», даже увеличилась.

### Корпус
Водоизмещение «Фиджи» в начале войны составляло 8631, 8524, 10 724 дл. тонн — стандартное, лёгкое и полное, соответственно. Высота надводного борта при нормальном водоизмещении составляла 9,1 м в носу (против 9,33 м крейсера «Глостер») и только 4,75 м на миделе и 5,36 м — в корме.

### Энергетическая установка
Главная энергетическая установка состояла из четырёх турбозубчатых агрегатов Парсонса и четырёх трёхколлекторных паровых котлов Адмиралтейского типа. Схема — эшелонная; котлы расположены попарно в двух котельных отделениях, ТЗА — в двух машинных. Котлы крейсеров типов «Фиджи» и «Дидо» обеспечивали более высокие параметры пара, чем у предшествовавших британских крейсеров: 28,1 атм. (28,47 кГ/см²) при температуре 370 °С. Удельная мощность энергоустановки «Фиджи» — 55,6 л. с./т — была наибольшей среди британских крейсеров периода Второй мировой. Испытания «Фиджи» на полную мощность были проведены 5 мая 1940 года: два часа работы при 72 500 л. с. и два часа на 80 000 л. с. Условия военного времени не позволили измерить скорость точно, но по оценкам скорость при стандартном водоизмещении была 31½ узлов на 72 500 л. с. и 32¼ — на 80 000 л. с. Дальность плавания на крейсерских турбинах при чистом дне и скорости 16 узлов составляла от 5700 до 5900 морских миль. Скорость в море с чистым дном: 30,3 узла. Скорость в море, достижимая через шесть месяцев после докования — 30,1 узла.

### Вооружение

#### Артиллерийское вооружение
Артиллерийское вооружение крейсеров типа «Фиджи» включало двенадцать 152-мм и восемь 102-мм универсальных орудий. Боекомплект и тех и других орудий сократили до 150 снарядов на ствол, это было сделано для соблюдения 8000 тонного ограничения стандартного водоизмещения, хотя вместимость погребов позволяла принимать по 200.
152-мм пушки Мк-XXIII с длиной ствола в 50 калибров являлись орудиями главного калибра на всех британских лёгких крейсерах предвоенной постройки, начиная с «Линдера». Первоначально они устанавливались в двухорудийных башнях Мк-XXI («Линдер», «Сидней», «Аретьюза»), затем в трёхорудийных Мк-XXII (тип «Саутгемптон») и Мк-XXIII («Белфаст», «Фиджи»). Особенностью британских трёхорудийных башен было смещение среднего ствола назад на 0,76 м для того чтобы предотвратить рассеивание снарядов из за взаимного влияния дульных газов.

#### Торпедное вооружение
На крейсерах было зарезервировано место в средней части корабля для двух трёхтрубных торпедных аппарата TR-IV калибром 533 мм.

## Служба
«Фиджи» (Fiji) — заложен 30 марта 1938 г., спущен 31 мая 1939 г., вступил в строй 5 мая 1940 г.
«Кения» (Kenya) — заложен 18 января 1938 г., спущен 18 августа 1939 г., вступил в строй 27 сентября 1940 г.
«Найджериа» (Nigeria) — заложен 8 февраля 1938 г., спущен 18 июля 1939 г., вступил в строй 23 сентября 1940 г.
«Мауритиус» (Mauritius) — заложен 31 марта 1938 г., спущен 19 июля 1939 г., вступил в строй 4 января 1941 г.
«Тринидад» (Trinidad) — заложен 21 апреля 1938 г., спущен 21 марта 1940 г., вступил в строй 14 октября 1941 г.
«Гамбия» (Gambia) — заложен 24 июля 1939 г., спущен 30 ноября 1940 г., вступил в строй 21 февраля 1942 г.
«Джамайка» (Jamaica) — заложен 28 апреля 1939 г., спущен 16 ноября 1940 г., вступил в строй 29 июня 1942 г.
«Бермуда» (Bermuda) — заложен 30 ноября 1939 г., спущен 11 сентября 1941 г., вступил в строй 21 августа 1942 г.

## Оценка проекта
Лёгкие крейсера типов «Фиджи» и «Уганда» проектировались с учётом как договорных ограничений, так и необходимости экономии средств. Британская империя не могла себе позволить массовое строительство мощных, но очень дорогих крейсеров типа «Белфаст». В целом с задачей создания универсального лёгкого крейсера конструкторы справились. Единственным серьёзным недостатком стала слишком плотная компоновка, вынуждавшая снимать одну из башен главного калибра для усиления системы ПВО. Однако, это объяснялось изначальным ограничением водоизмещения. В рамках полученного задания британским конструкторам удалось создать корабли, умеренные по своим характеристикам, но хорошо сбалансированные и надёжные, что подтвердила их длительная и успешная служба на всех театрах Второй мировой войны. Проект «Фиджи» заметно превосходил американский проект «лондонского» крейсера. По мнению кандидата исторических наук С. В. Патянина, британские крейсера типа «Фиджи» были лучшими среди лёгких крейсеров Второй мировой по критерию «стоимость/эффективность».
| Сравнительные ТТХ типа «Фиджи» и его аналогов | Сравнительные ТТХ типа «Фиджи» и его аналогов       | Сравнительные ТТХ типа «Фиджи» и его аналогов      | Сравнительные ТТХ типа «Фиджи» и его аналогов      | Сравнительные ТТХ типа «Фиджи» и его аналогов   | Сравнительные ТТХ типа «Фиджи» и его аналогов               | Сравнительные ТТХ типа «Фиджи» и его аналогов                     | Сравнительные ТТХ типа «Фиджи» и его аналогов                 | Сравнительные ТТХ типа «Фиджи» и его аналогов   |
| Основные элементы                             | «Ла Галиссоньер»                                    | «Раймондо Монтекукколи»                            | «Дюка д’Аоста»                                     | проект 26                                       | «Перт»                                                      | «Фиджи»                                                           | «Атланта»                                                     | «Нюрнберг»                                      |
| --------------------------------------------- | --------------------------------------------------- | -------------------------------------------------- | -------------------------------------------------- | ----------------------------------------------- | ----------------------------------------------------------- | ----------------------------------------------------------------- | ------------------------------------------------------------- | ----------------------------------------------- |
| Водоизмещение, стандартное/ полное, т         | 7600/9100                                           | 7431/8853                                          | 8317/10 374                                        | 7756/9287                                       | 6980/8965                                                   | 8530 — 8735/10 450 — 11 086                                       | 6718/8340                                                     | 7037/8897                                       |
| Энергетическая установка, л. с.               | 84 000                                              | 106 000                                            | 110 000                                            | 110 000                                         | 72 500                                                      | 72 500                                                            | 75 000                                                        | 72 600                                          |
| Максимальная скорость, узлов                  | 31                                                  | 37                                                 | 36,5                                               | 37                                              | 32,5                                                        | 31,5                                                              | 32,5                                                          | 32                                              |
| Дальность плавания, миль на скорости, узлов   | 6800 (14) 5500 (18)                                 | 4122 (18)                                          | 3900 (14)                                          | 3750 (18) 2140 (18)                             | 7000 (15)                                                   | 6520 (13)                                                         | 7530 (15)                                                     | 3280 (15)                                       |
| Артиллерия главного калибра                   | 3×3 — 152-мм                                        | 4×2 — 152-мм                                       | 4×2 — 152-мм                                       | 3×3 — 180-мм                                    | 4×2 — 152-мм                                                | 4×3 — 152-мм                                                      | -                                                             | 3×3 — 150-мм                                    |
| Универсальная артиллерия                      | 4×2 — 90-мм                                         | 3×2 — 100-мм                                       | 3×2 — 100-мм                                       | 6×1 — 100-мм                                    | 4×2 — 102-мм                                                | 4×2 — 102-мм                                                      | 8×2 — 127-мм                                                  | 4×2 — 88-мм                                     |
| Лёгкая зенитная артиллерия                    | 4×2 — 13,2-мм                                       | 4×2 — 37-мм, 4×2 — 13,2-мм                         | 4×2 — 37-мм, 4×2 — 13,2-мм                         | 6×1 — 45-мм/46, 4×1 — 12,7-мм                   | 3×4 — 12,7-мм                                               | 2×4 — 40-мм, 2×4 — 12,7-мм                                        | 4×4 — 28-мм, 8×1 — 20-мм                                      | 4×2 — 37-мм, 4×1 — 20-мм                        |
| Торпедное вооружение                          | 2×2 — 550-мм ТА                                     | 2×2 — 533-мм ТА                                    | 2×3 — 533-мм ТА                                    | 2×3 — 533-мм ТА                                 | 2×4 — 533-мм ТА                                             | 4×3 — 533-мм ТА                                                   | 4×2 — 533-мм ТА                                               | 4×3 — 533-мм                                    |
| Бронирование, мм                              | пояс — 105+20, палуба — 38, башни — 100, рубка — 95 | пояс — 60+30, палуба — 30, башни — 70, рубка — 100 | пояс — 70+30, палуба — 35, башни — 90, рубка — 100 | пояс — 50, палуба — 50, башни — 70, рубка — 150 | пояс — 76, палуба — 32, башни и барбеты — 25, погреба до 89 | пояс — 83, палуба — 51, башни — 51, барбеты — 25+25, погреба — 83 | пояс — 95, палуба — 32, башни — 25, рубка — 62, погреба до 95 | пояс — 50, палуба — 25, башни — 80, рубка — 100 |
| Экипаж, чел.                                  | 674                                                 | 648                                                | 694                                                | 734                                             | 570                                                         | 733—920                                                           | 623—820                                                       | 896                                             |

Комментарии к таблице
1. ↑  Киров
2. ↑  Ворошилов